# Jeong Woo-geun
Jeong Woo-geun (kor. 정우근; * 1. März 1991 in Daejeon) ist ein südkoreanischer Fußballspieler.

## Karriere
Seinen ersten Vertrag unterschrieb Jeong Woo-geun 2012 beim damaligen Zweitligisten Raj-Pracha FC. Nach Saisonende belegte Raj-Pracha den 17. Tabellenplatz und musste somit in die Dritte Liga absteigen. Um weiter in der Zweiten Liga zu spielen, wechselte er nach Sattahip zu Navy FC. Nach 26 Spielen und zehn Toren verließ er nach einem Jahr die Navy und schloss sich dem Ligakonkurrenten Nakhon Pathom United FC an. Hier schoss er in zwei Jahren in 64 Spielen 36 Tore. 2016 ging er nach Bangkok und unterschrieb einen Vertrag beim Erstligisten BBCU FC. Auch mit BBCU stieg er ab. Zu PTT Rayong FC, einem Zweitligisten aus Rayong, wechselte er 2017. Nach einem Jahr ging er nach Südkorea. Hier unterschrieb er einen Vertrag beim Suwon FC. Der Verein aus Suwon spielte in der K League 2, der zweithöchsten Spielklasse des Landes. 2019 kehrte er nach Thailand zurück und unterschrieb einen Vertrag beim Zweitligaaufsteiger Ayutthaya United FC in Ayutthaya. Nach einem Jahr verließ er Ayutthaya und ging zum Ligakonkurrenten Chiangmai United nach Chiangmai. Im März 2021 feierte er mit Chiangmai die Vizemeisterschaft und den Aufstieg in die erste Liga. Nach dem Aufstieg verließ er den Verein und schloss sich dem Erstligaabsteiger Sukhothai FC an. Am Ende der Saison 2021/22 feierte er mit dem Verein aus Sukhothai die Vizemeisterschaft und den Aufstieg in die erste Liga. Nach dem Aufstieg und 33 Ligaspielen wechselte er im Juni 2022 zum Erstligisten Police Tero FC. Nach 34 Erstligaspielen wechselte er Ende Dezember 2023 zum ebenfalls in der ersten Liga spielenden PT Prachuap FC. Für den Verein aus Prachuap bestritt er insgesamt 30 Ligaspiele. Hierbei erzielte er neun Tore. Im Juli 2025 wechselte er nach Nakhon Pathom zu seinem ehemaligen Verein, Erstligaabsteiger Nakhon Pathom United FC.

## Erfolge
Chiangmai United FC
- Thailändischer Zweitligavizemeister: 2020/21  ▲

Sukhothai FC
- Thailändischer Zweitligavizemeister: 2021/22  ▲